# Småpottorna
Småpottorna är en sjö i Munkfors kommun i Värmland och ingår i Göta älvs huvudavrinningsområde.